# Otakárek ovocný
Otakárek ovocný (Iphiclides podalirius L.) je motýl z čeledi otakárkovitých.
Obývá teplé oblasti, hlavně jižní svahy pokryté křovinami. V ČR je vzácnější než příbuzný otakárek fenyklový. Vyskytuje se mimo jiné v severních Čechách ve vrcholových partiích kopců Bořeň a Špičák u Mostu, či na hradě Hazmburku. Zastižen byl i mezi domy panelákového sídliště Dobětice v Ústí nad Labem. Hojnější je v jižní Evropě, např. v Řecku, Chorvatsku, Španělsku, Portugalsku, kde se vyskytuje trochu odlišná forma ve dvou generacích v roce. V ČR je chráněný.

## Vzhled
Základní barva je světle žlutá, délka předních křídel je asi 4 cm, první generace má oranžový pás na zadních křídlech (viz obrázek). Samička bývá o trochu větší než sameček. Housenky žijí v červnu až srpnu na trnce, a také na střemchách a ovocných stromech (třešních mahalebkách). Housenky jsou světle zelené s nízko posazeným bílým proužkem, který se táhne od hlavy až k zadečku.

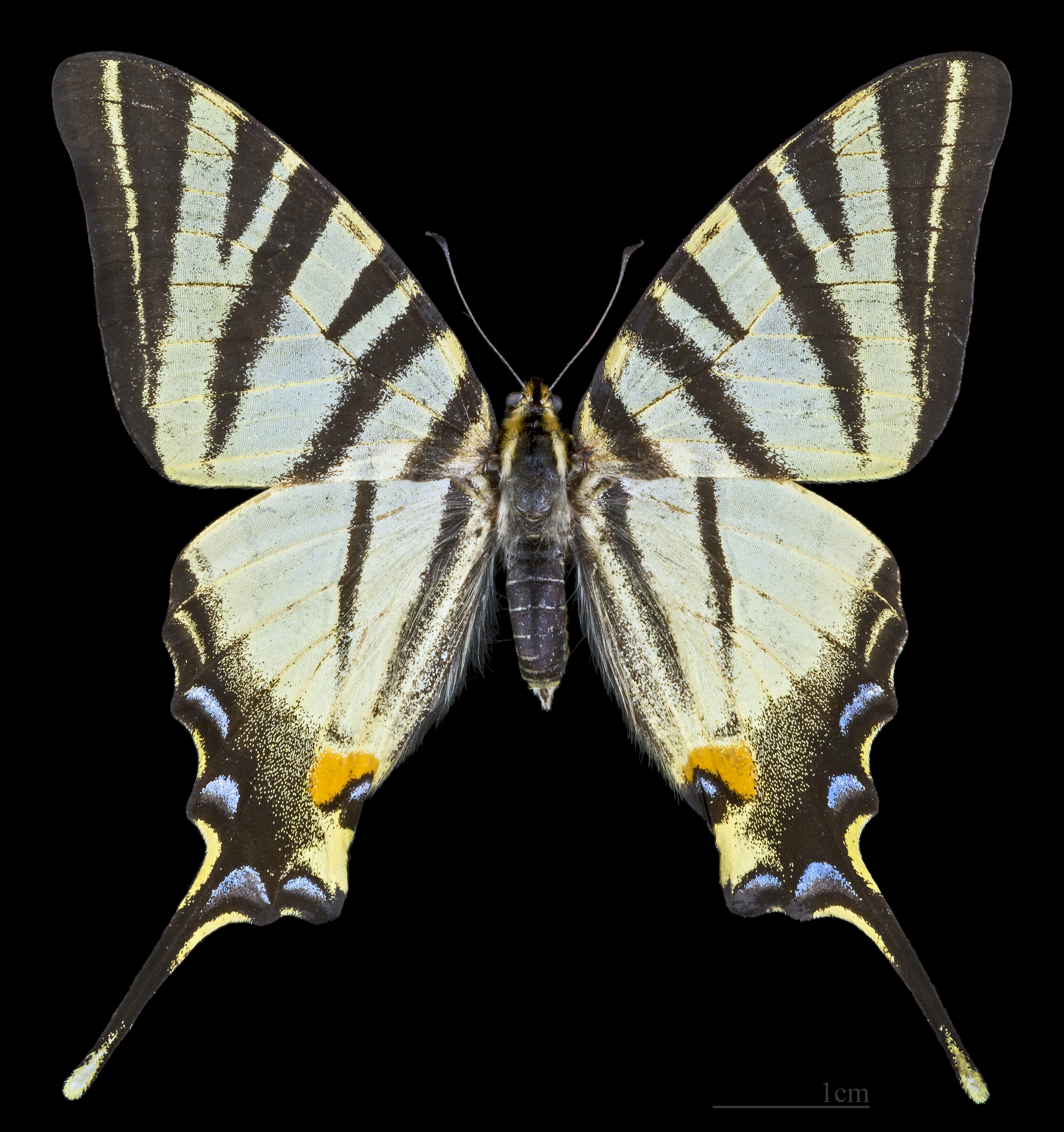
♂
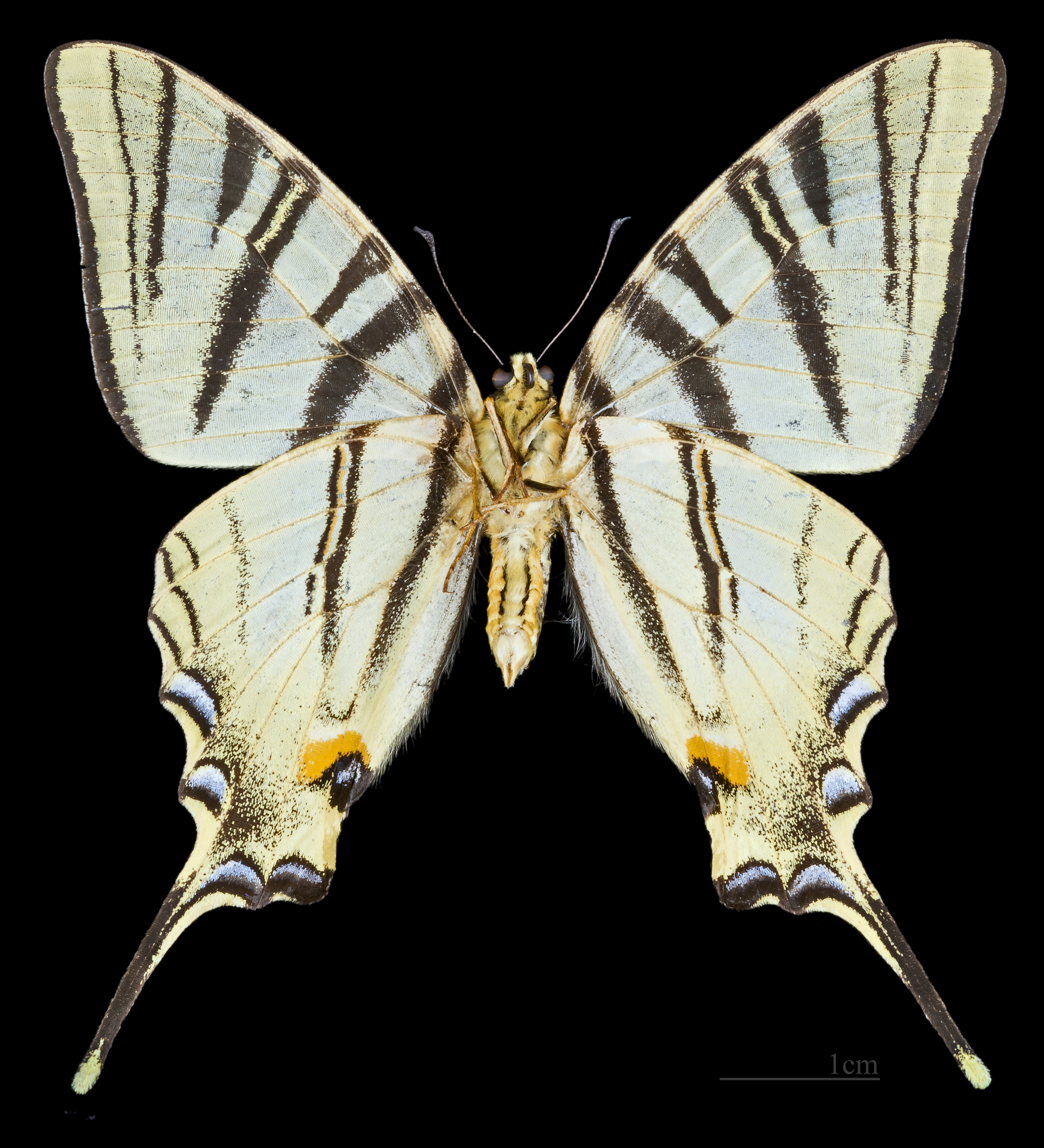
♂ △
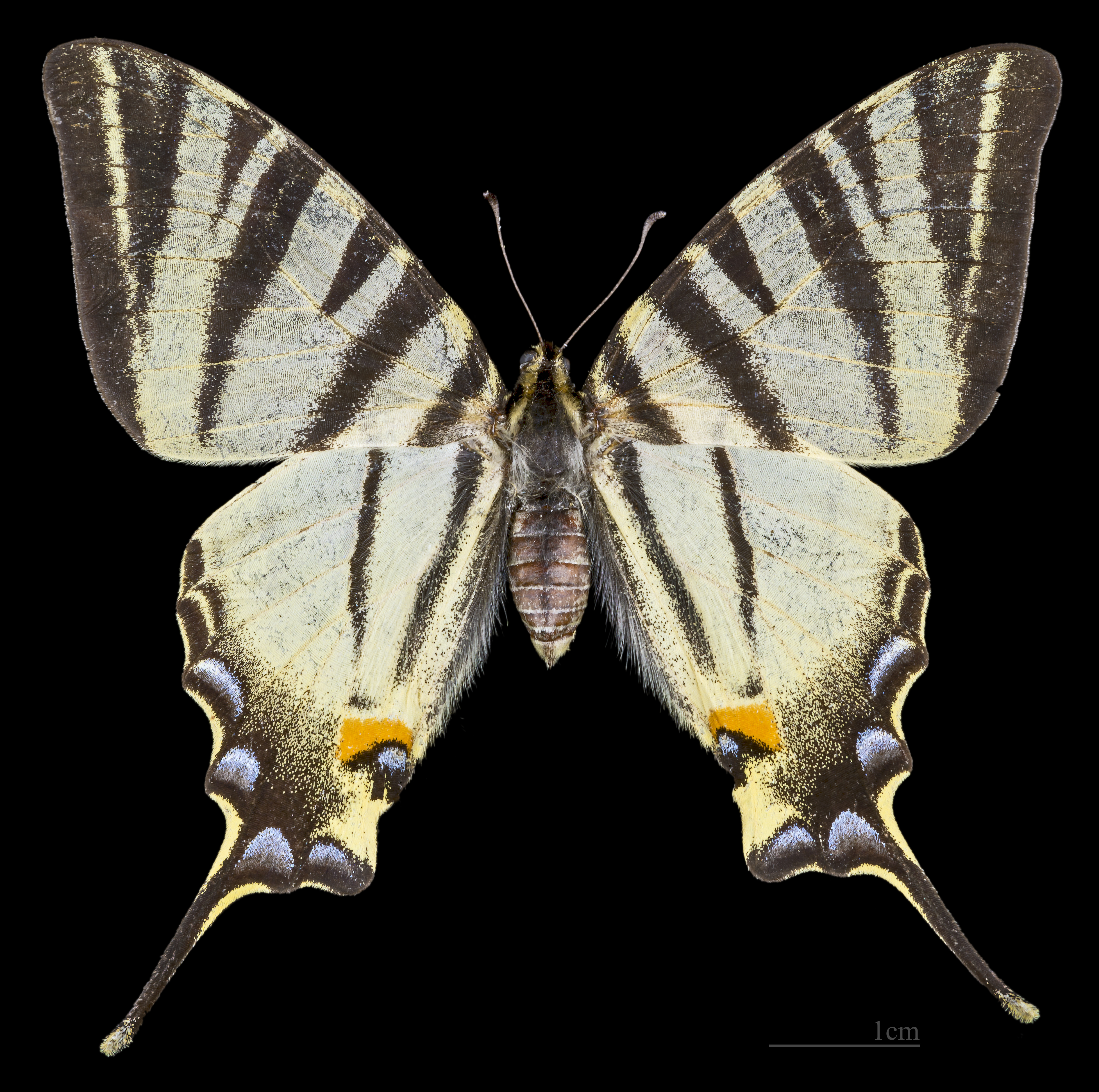
♀
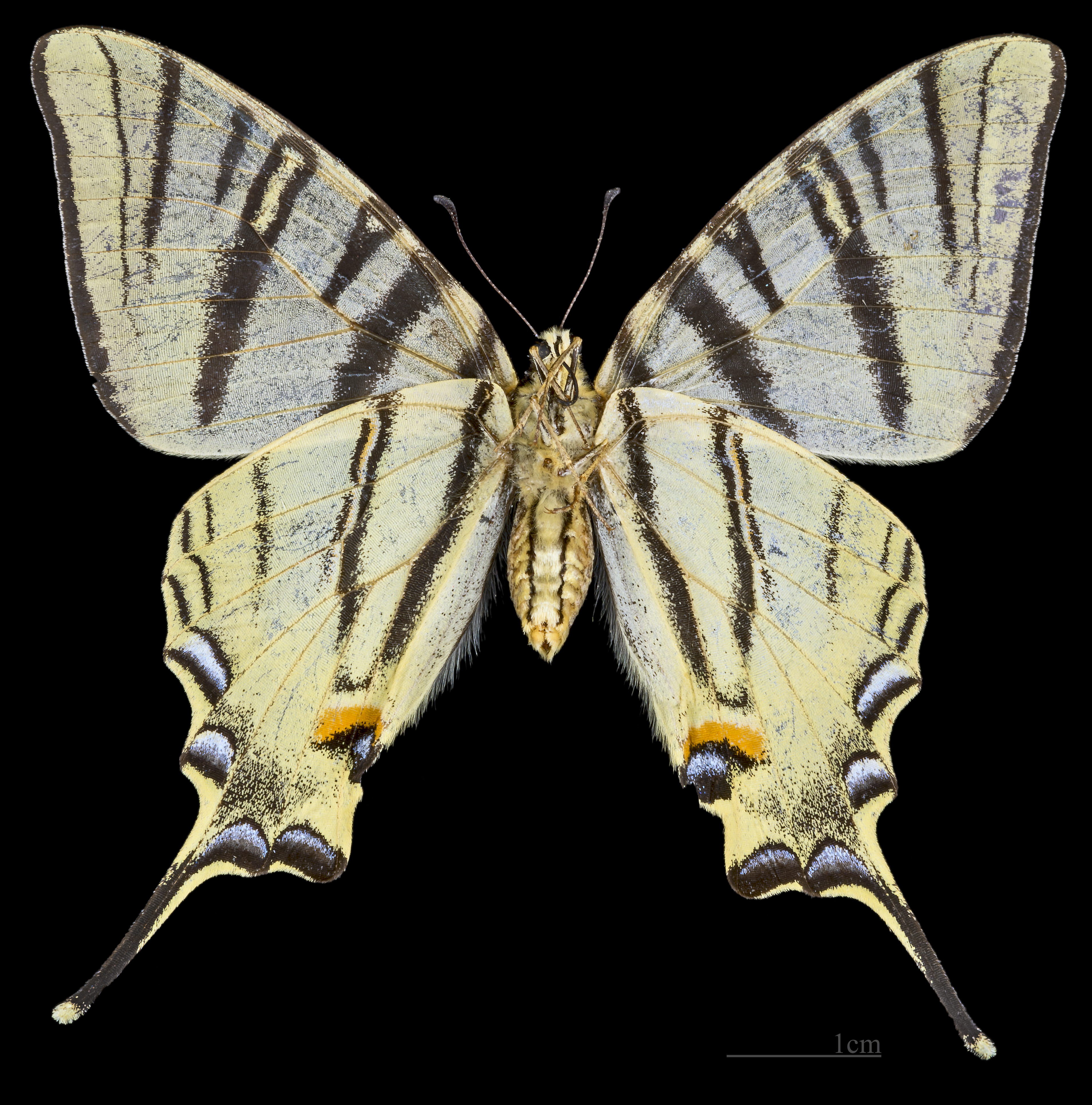
♀ △